# Limnodriloides monothecus
Limnodriloides monothecus är en ringmaskart som beskrevs av Cook 1974. Limnodriloides monothecus ingår i släktet Limnodriloides och familjen glattmaskar. Inga underarter finns listade i Catalogue of Life.